# Ghiacciaio Atena
Il ghiacciaio Atena (in inglese Athene Glacier) è un ghiacciaio lungo circa 17 km situato sulla costa di Bowman, nella parte sud-orientale della Terra di Graham, in Antartide. Il ghiacciaio, il cui punto più alto si trova a circa 785 m s.l.m., fluisce verso est ed il suo flusso si unisce a quello del ghiacciaio Casey per poi entrare nell'insenatura di Casey, andando ad alimentare quello che rimane della piattaforma glaciale Larsen C.

## Storia
Il ghiacciaio Atena fu fotografato nel 1947 durante due ricognizioni aeree effettuate, la prima dal British Antarctic Survey, che all'epoca si chiamava ancora Falkland Islands and Dependencies Survey (FIDS), in agosto, e la seconda dalla spedizione antartica condotta nel 1947-48 al comando di Finn Rønne, in dicembre. Il FIDS tornò qui di nuovo nel novembre del 1960 effettuando una ricognizione via terra del ghiacciaio e mappandolo interamente. La formazione fu poi battezzata dal Comitato britannico per i toponimi antartici in onore di Atena, la dea della sapienza e delle arti nella mitologia greca.